# Niinijärvi (sjö i Leppävirta, Norra Savolax)
Niinijärvi är en sjö i kommunen Leppävirta i landskapet Norra Savolax i Finland. Den är 13,1 meter djup. Arean är 37 hektar och strandlinjen är 4,48 kilometer lång. Sjön  ingår i Vuoksens huvudavrinningsområde.   Den ligger omkring 61 kilometer söder om Kuopio och omkring 300 kilometer nordöst om Helsingfors. 